# Gran Premio de Plouay 2010
La 74.ª edición del Gran Premio de Plouay se disputó el 22 de agosto de 2010 con principio, varios pasos y final en la localidad de Plouay, en la Bretaña. Discurrió por el tradicional circuito de 19,1 km con tres pequeñas cotas (con inicio y final en Plouay), al que se le dieron 13 vueltas (1 más que en la edición anterior) para completar un total de 248,3 km. 
Perteneció al UCI ProTour 2010.
Tomaron parte en la carrera 25 equipos: los 18 de categoría UCI ProTeam (al ser obligada su participación); más 7 de categoría Profesional Continental mediante invitación de la organización (el Bbox Bouygues Telecom, Cofidis, le Crédit en Ligne, BMC Racing Team, Cervélo Test Team, Saur-Sojasun, Vacansoleil Pro Cycling Team y el Skil-Shimano). Formando así un pelotón de 200 ciclistas (el límite para carreras profesionales), de 8 corredores cada equipo, de los que acabaron 157.
El ganador final fue Matthew Goss tras ganar en el sprint a Tyler Farrar y Yoann Offredo, segundo y tercero, respectivamente.

## Clasificación final
| \| Posición \| Ciclista \| Equipo \| Tiempo \| \| 1. \| Matthew Goss \| HTC-Columbia \| 6 h 37 min 53 s \| \| 2. \| Tyler Farrar \| Garmin-Transitions \| m.t \| \| 3. \| Yoann Offredo \| Française des Jeux \| m.t \| \| 4. \| Leonardo Duque \| Cofidis, le Crédit en Ligne \| m.t \| \| 5. \| José Joaquín Rojas \| Caisse d'Epargne \| m.t \| \| 6. \| Mauro Santambrogio \| BMC Racing \| m.t \| \| 7. \| Peter Sagan \| Liquigas-Doimo \| m.t \| \| 8. \| Francesco Gavazzi \| Lampre-Farnese Vini \| m.t \| \| 9. \| Marco Marcato \| Vacansoleil \| m.t \| \| 10. \| Romain Feillu \| Vacansoleil \| m.t \| |                    |                             |                 |
| Posición | Ciclista           | Equipo                      | Tiempo          |
| 1. | Matthew Goss       | HTC-Columbia                | 6 h 37 min 53 s |
| 2. | Tyler Farrar       | Garmin-Transitions          | m.t             |
| 3. | Yoann Offredo      | Française des Jeux          | m.t             |
| 4. | Leonardo Duque     | Cofidis, le Crédit en Ligne | m.t             |
| 5. | José Joaquín Rojas | Caisse d'Epargne            | m.t             |
| 6. | Mauro Santambrogio | BMC Racing                  | m.t             |
| 7. | Peter Sagan        | Liquigas-Doimo              | m.t             |
| 8. | Francesco Gavazzi  | Lampre-Farnese Vini         | m.t             |
| 9. | Marco Marcato      | Vacansoleil                 | m.t             |
| 10. | Romain Feillu      | Vacansoleil                 | m.t             |